# Слупія Конецька (гміна)
Гміна Слупія Конецька (пол. Gmina Słupia Konecka) — сільська гміна у східній Польщі. Належить до Конецького повіту Свентокшиського воєводства.
Станом на 31 грудня 2011 у гміні проживало 3497 осіб.

## Територія
Згідно з даними за 2007 рік площа гміни становила 105.66 км², у тому числі:
- орні землі: 60.00%
- ліси: 34.00%

Таким чином, площа гміни становить 9.27% площі повіту.

## Населення
Станом на 31 грудня 2011:
| Опис     | Загалом | Загалом | Чоловіки | Чоловіки | Жінки | Жінки |
| -------- | ------- | ------- | -------- | -------- | ----- | ----- |
| одиниця  | осіб    | %       | осіб     | %        | осіб  | %     |
| все      | 3497    | 100     | 1830     | 52.33    | 1667  | 47.67 |
| міське   | 0       | 100     | 0        |          | 0     |       |
| сільське | 3497    | 100     | 1830     | 52.33    | 1667  | 47.67 |

## Сусідні гміни
Гміна Слупія межує з такими гмінами: Красоцин, Лопушно, Пшедбуж, Радошице, Фалкув.